# Toronto Maple Leafs
Toronto Maple Leafs je hokejaški klub iz Toronta u pokrajini Ontario u Kanadi. 
Natječu se u NHL-u od 1926. godine, ali franšiza im je još od 1917. godine, od osnutka, ali nisu osnivači NHL-a.  kada su djelovali kao Toronto Arenas (1917. – 1919.), a od 1919. – 1926. kao Toronto St Patricks.
Domaće klizalište: 
- Mutual Street Arena (1926. – 1931.)
- Maple Leaf Gardens (1931. – 1999.)
- Air Canada Centre (od 1999.)

Klupske boje: plava i bijela

## Uspjesi
- Stanleyev kup 1932., 1942., 1945., 1947., 1948., 1949., 1951., 1962., 1963., 1964. i 1967.

## Poznati igrači i treneri - Hokej
Jedan od najboljih igrača svih vremena ovog kluba su bili hrvatskog podrijetla:
- Frank Mahovlich, njegov je dres broj 27 "umirovljen"
- John Kordic

## Vanjske poveznice
Toronto Maple Leafs